# Dent de Nendaz
La dent de Nendaz est un sommet des Alpes valaisannes, situé en Suisse et culminant à 2 463 mètres d'altitude.

## Géographie
La dent de Nendaz se trouve sur une ligne de crête axée du nord au sud et qui sépare le val de Nendaz à l'est de la vallée de la Faraz à l'ouest. Il s'agit du dernier sommet vers le nord de cette ligne de crête sur laquelle on trouve aussi le mont Gond et le mont Gelé. Au pied de la dent de Nendaz, dans la vallée du Rhône, se trouvent Riddes et Nendaz.

## Histoire
Le 25 août 1985 un éboulement a lieu sur le pied nord-ouest de la dent de Nendaz, au cône d'Arbin. Entre août 1985 et 1990, 800 000 m3 de matériau se décrochent de la montagne.

## Activités
Différents bisses ont été construits sur la dent de Nendaz, notamment ceux de Saxon, du Dessous, du Milieu et du Bisse-Vieux.
Plusieurs conduites forcées passent sur la dent de Nendaz, notamment en provenance des barrages de Mauvoisin et de la Grande-Dixence.